# Герб Сонковского района
Герб муниципального образования «Сонко́вский район» Тверской области Российской Федерации.
Герб утверждён Решением № 81 Собрания депутатов Сонковского района Тверской области 6 ноября 2001 года.
Герб внесён в Государственный геральдический регистр Российской Федерации под регистрационным номером 1071.

## Описание герба
«В лазоревом поле серебряное крылатое колесо над двумя наклоненными в стороны колосьями того же металла; червлёная включённая глава обременена древним русским шлемом и обращённым влево мечом, также серебряными; наносник шлема положен поверх меча».

## Обоснование символики
Герб Сонковского района включает в себя эмблему железнодорожного транспорта — в память о том, что своим основанием районный центр обязан железной дороге.
Два колоса символизируют сельскохозяйственную направленность района.
Меч и древнерусский шлем служат напоминанием о битве на реке Сити в 1238 году.